# Carl Westphal (Jurist)
Carl Westphal (* 1902; † 5. Januar 1947 in Nürnberg) war ein deutscher Jurist.

## Leben
Er war während der Zeit des Nationalsozialismus viele Jahre im Reichsjustizministerium als Ministerialrat tätig. Dort war er in Abteilung IV (Strafrecht und Strafrechtspflege, insbesondere auch Kontrolle über Straftaten gegen die deutsche Besatzungsmacht) für Fragen des Strafprozessrechts und der Strafvollstreckung verantwortlich sowie als Koordinator des Ministeriums für Eingaben gegen strafgerichtliche Verurteilungen tätig. Er war am 9. Oktober 1942 Teilnehmer einer Besprechung, bei der über die Auslieferung sogenannter „Asozialer“ an die Gestapo beraten wurde.
Im Nürnberger Juristenprozess wurde er wegen der Anklagepunkte II (Kriegsverbrechen) und III (Verbrechen gegen die Menschlichkeit) angeklagt. Er beging allerdings am Tag nach Zustellung der Anklageschrift in seiner Zelle in Nürnberg Suizid. Das Verfahren gegen ihn wurde daraufhin eingestellt.